# Interleucina
Les interleucines són un grup de citocines (molècules senyalitzadores secretades) que en un principi s'observà que eren expressades pels glòbuls blancs de la sang (leucòcits, d'aquí -leucina) amb una funció de comunicació (inter-). El nom és en certa manera, una relíquia (el terme va ser definit pel Dr. Paetkau de la University of Victoria) atès que des que van ser descobertes s'ha vist que les interleucines són produïdes per un ampli ventall de tipus cel·lulars. La funció del sistema immunitari depèn en gran part de les interleucines, i de fet, s'ha descrit que totes les deficiències detectades d'algunes d'aquestes citocines, desencadenen com a conseqüència, malalties autoimmunitàries o immunodeficiències.

## Estructura
Són proteïnes solubles de baix pes molecular que duen a terme múltiples funcions relacionades amb el creixement cel·lular, la immunitat, la diferenciació tissular, la inflamació, etc. A part de les cèl·lules del sistema immunitari, aquestes citocines són produïdes per altres tipus cel·lulars durant l'activació de la immunitat innata i adquirida. Són el principal mitjà de comunicació intracel·lular enfront d'una invasió microbiana. Les citocines serveixen per iniciar la resposta infamatòria, i per definir la magnitud i naturalesa de la resposta immunitària específica. Actualment es coneixen més de 30 interleucines, les quals difereixen entre elles tant des del punt de vista químic com biològic. Mentre algunes d'elles (IL-4, IL-10, IL-11) presenten essencialment efectes favorables, altres (IL-1, IL-6, IL-8), paral·lelament a la seva funció defensiva, poden també ser deletèries per l'organisme.

## Classificació
Llista de les interleuquines conegudes:
| Nom   | Font | Funció |
| IL-1  | macròfags | petites quantitats indueixen la reacció de fase aguda, grans quantitats provoquen febre |
| IL-2  | cèl·lules TH1                                                                                                | estimula el creixement i la diferenciació de cèl·lules T de resposta. Pot ser emprada en immunoteràpia per tractar el càncer o suprimida en pacients amb trasplantaments per a evitar el seu rebuig |
| IL-3  | cèl·lules T                                                                                                  | estimula les cèl·lules mare (Stem Cells, en anglès) de la medul·la òssia |
| IL-4  | cèl·lules TH2, cèl·lules CD4+ recent activades, i cèl·lules de memòria CD4+                                  | implicada en la proliferació de cèl·lules B, i en el desenvolupament de cèl·lules T i mastòcits. Paper important en la resposta al·lèrgica (IgE)                                                    |
| IL-5  | cèl·lules TH2                                                                                                | implicada en la diferenciació de cèl·lules Bs, producció d'eosinòfils, producció d'IgA |
| IL-6  | macròfags, cèl·lules TH2                                                                                     | indueix reacció de fase aguda |
| IL-7  | cèl·lules estromàtiques de la medul·la vermella i del timus                                                  | implicada la supervivència, desenvolupament i homeostàsi de cèl·lules B, T, i NK |
| IL-8  | macròfags, cèl·lules epitelials, cèl·lules endotelials                                                       | quimiotaxi de neutrofils |
| IL-9  | Cèl·lules T, concretament cèl·lules helper CD4+                                                              | estimula els mastòcits |
| IL-10 | monòcits, cèl·lules TH2, mastòcits                                                                           | inhibeix la producció de citocines de les cèl·lules Th1 |
| IL-11 | estroma de medul·la òssia                                                                                    | producció de proteïna de fase aguda |
| IL-12 | macròfags | estimulació de cèl·lules NK, induccií cèl·lules Th1. Pot suprimir al·lèrgies causades per menjar Arxivat 2007-07-15 a Wayback Machine.                                                              |
| IL-13 | cèl·lules TH2                                                                                                | Estimula el creixement i diferenciació de cèl·lules B (IgE), inhibeix les cèl·lules TH1 i la producció de citocines inflamatòries de macròfag                                                       |
| IL-14 | cèl·lules T cells i certes cèl·lules B malignes B                                                            | controla el creixement i proliferació de cèl·lules B |
| IL-15 | fagòcits mononuclears (i altres cèl·lules) després de la infecció per virus.                                 | indueix la producció de cèl·lules Natural Killer (o cèl·lules NK) |
| IL-16 | diverses cèl·lules (incloent limfòcits i algunes cèl·lules epitelials)                                       | quimioatrau cèl·lules immunes que expressen l'antigen de superfície CD4 |
| IL-17 | - | Indueix la producció de citocines inflamatòries |
| IL-18 | macròfags | indueix la producció d'Interferó-gamma (IFNγ) |
| IL-19 | | - |
| IL-20 | - | regula la proliferació i diferenciació de queratinòcits |
| IL-21 | - | indueix la proliferació de cèl·lules natural killer (NK) i cèl·lules T citotòxiques (o Tc) |
| IL-22 | - | activa STAT1 i STAT3 i incrementa la producció de proteïnes de fase aguda com serum amiloide A, Alfa 1-antiquemotripsina i haptoglobina en línies cel·lulars d'hepatoma                             |
| IL-23 | - | incrementa l'angiogènesi però redueix la infiltració de cèl·lules T CD8 |
| IL-24 | - | juga papers importants en la supressió tumoral, cura de ferides i psoriasi influenciant la supervivència cel·lular                                                                                  |
| IL-25 | - | indueix la producció d'IL-4, IL-5 i IL-13, que estimulen l'expansió d'eosinòfils |
| IL-26 | potencia la secreció d'IL-10 i IL-8, i l'expressió de CD54 a la superfície cel·lular de cèl·lules epitelials | |
| IL-27 | - | regula l'activitat de limfòcits B i limfòcits T |
| IL-28 | - | Intervé en la defensa immune contra virus |
| IL-29 | - | Implicada en la defensa contra microbis |
| IL-30 | - | foma una de les cadenes d'IL-27 |
| IL-31 | - | podria intervenir en la inflamació de la pell |
| IL-32 | - | indueix monòcits o macròfags a secretar TNF-α, IL-8 i CXCL2 |
| IL-33 | - | indueix cèl·lules T helper a produir citocines de tipus 2 |